# Aneela
Aneela (* 8. Oktober 1974 in Frederiksværk, Dänemark; eigentlich Anila Mirza) ist eine dänische Sängerin.

## Karriere
Aneela ist pakistanisch-indischer Abstammung. Sie begann ihre musikalische Laufbahn als Teil der dänischen Popband Toy-Box. Mit dem Hit Tarzan & Jane landete die Band im Februar 1999 auch in Deutschland einen Hit.
Später war sie als Background-Sängerin auf dem Debütalbum des Musikers Arash zu hören. Im Sommer 2005 produzierte Arash für Aneela ihre Debütsingle Jaande (eine Coverversion des Titels Baila Maria von Alabina). Mit Hilfe der Promotion durch den deutschen Fernsehsender RTL II, der mit dem Song Trailer für eine Reihe mit Bollywood-Filmen unterlegte, gelang Aneela im Oktober 2005 der Einstieg in die deutschen Charts.
Ebenfalls mit Arash und neben Rebecca Zadig ist sie zu hören im Soundtrack zum gleichnamigen schwedischen Film Bombay Dreams.
Die Single Chori Chori (September 2006) ist eine Coverversion des Hits Informer von Snow aus dem Jahre 1992. Auch hier singt sie wieder zusammen mit Arash.
Ihr erstes Album heißt Mahi.

## Diskografie

### Alben
| Jahr | Titel | Höchstplatzierung, Gesamtwochen, AuszeichnungChartplatzierungen (Jahr, Titel, Platzierungen, Wochen, Auszeichnungen, Anmerkungen) | Höchstplatzierung, Gesamtwochen, AuszeichnungChartplatzierungen (Jahr, Titel, Platzierungen, Wochen, Auszeichnungen, Anmerkungen) | Höchstplatzierung, Gesamtwochen, AuszeichnungChartplatzierungen (Jahr, Titel, Platzierungen, Wochen, Auszeichnungen, Anmerkungen) | Höchstplatzierung, Gesamtwochen, AuszeichnungChartplatzierungen (Jahr, Titel, Platzierungen, Wochen, Auszeichnungen, Anmerkungen) | Anmerkungen                             |
| Jahr | Titel | DE | AT | CH | SE | Anmerkungen                             |
| ---- | ----- | --- | --- | --- | --- | --------------------------------------- |
| 2006 | Mahi  | — | — | — | — | Erstveröffentlichung: 24. November 2006 |

### Singles
| Jahr | Titel Album               | Höchstplatzierung, Gesamtwochen, AuszeichnungChartplatzierungen (Jahr, Titel, Album, Platzierungen, Wochen, Auszeichnungen, Anmerkungen) | Höchstplatzierung, Gesamtwochen, AuszeichnungChartplatzierungen (Jahr, Titel, Album, Platzierungen, Wochen, Auszeichnungen, Anmerkungen) | Höchstplatzierung, Gesamtwochen, AuszeichnungChartplatzierungen (Jahr, Titel, Album, Platzierungen, Wochen, Auszeichnungen, Anmerkungen) | Höchstplatzierung, Gesamtwochen, AuszeichnungChartplatzierungen (Jahr, Titel, Album, Platzierungen, Wochen, Auszeichnungen, Anmerkungen) | Anmerkungen                                         |
| Jahr | Titel Album               | DE | AT | CH | SE | Anmerkungen                                         |
| ---- | ------------------------- | --- | --- | --- | --- | --------------------------------------------------- |
| 2005 | Bombay Dreams Mahi        | — | — | — | SE3 (19 Wo.)SE | Erstveröffentlichung: 2005 feat. Rebecca Zadig      |
| 2005 | Jaande Mahi               | DE39 (9 Wo.)DE | — | — | — | Erstveröffentlichung: 2005                          |
| 2006 | Chori, Chori Mahi / Donya | DE47 (5 Wo.)DE | — | CH82 (3 Wo.)CH | — | Erstveröffentlichung: 8. September 2006 feat. Arash |

Weitere Singles
- 2006: Mahi